# Euspondylus
Genre
Euspondylus est un genre de sauriens de la famille des Gymnophthalmidae.

## Répartition
Les treize espèces de ce genre se rencontrent dans le nord de l'Amérique du Sud.

## Description
Ce sont des reptiles diurnes, et ovipares assez petits, aux pattes petites voire atrophiées.

## Liste des espèces
Selon The Reptile Database (23 décembre 2015) :
- Euspondylus acutirostris (Peters, 1863)
- Euspondylus auyanensis Myers, Rivas & Jadin, 2009
- Euspondylus caideni Köhler, 2003
- Euspondylus guentheri (O’Shaughnessy, 1881)
- Euspondylus josyi Köhler, 2003
- Euspondylus maculatus Tschudi, 1845
- Euspondylus monsfumus Mijares-Urrutia, Señaris & Arends, 2001
- Euspondylus nellycarrillae Köhler & Lehr, 2004
- Euspondylus oreades Chávez, Siu-Ting, Duran & Venegas, 2011
- Euspondylus paxcorpus Doan & Adams, 2015
- Euspondylus rahmi (De Grijs, 1936)
- Euspondylus simonsii Boulenger, 1901
- Euspondylus spinalis (Boulenger, 1911)

## Publication originale
- Tschudi, 1845 : Reptilium conspectus quae in Republica Peruana reperiuntur et pleraque observata vel collecta sunt in itenere. Archiv für Naturgeschichte, vol. 11, no 1, p. 150-170 (texte intégral).